# Beker van België (vrouwenvoetbal)
De Beker van België is het bekertoernooi voor voetbalclubs in het Belgische vrouwenvoetbal. Het toernooi ingericht door de KBVB en wordt georganiseerd sinds 1977.

## Geschiedenis
In 1971 werd het vrouwenvoetbal officieel erkend door de Koninklijke Belgische Voetbalbond en het eerste landskampioenschap werd gespeeld in 1971/72. In navolging van de Beker van België voor heren werd in 1975/76 ook bij de vrouwen een eerste bekertoernooi gespeeld. De finale werd door Fémina de Liège gewonnen van Astrio Begijnendijk. Dit was echter nog geen officieel toernooi en werd dan ook nooit opgenomen in de statistieken. Vanaf 1976/77 richtte de KBVB een officieel bekertoernooi in. Van 1979 tot 2011 werd de bekerfinale bij de vrouwen gespeeld in het Koning Boudewijnstadion, als voorwedstrijd voor de bekerfinale bij de heren. Tegenwoordig hebben de vrouwen echter een eigen datum op de kalender.

## Competitie
Zoals bij de meeste bekertornooien stromen de hoogst gerangschikte teams eerder in dan ploegen uit lagere reeksen. De jongste jaren is het systeem een aantal keer licht gewijzigd, voor het seizoen 2017/18 stromen de ploegen als volgt in:
- provinciale ploegen: voorronde of eerste ronde
- tweede klasse: tweede ronde
- eerste klasse: derde ronde
- Super League: vijfde ronde (achtste finale)

Wedstrijden worden gespeeld op het terrein van de eerst gelote ploeg, er zijn geen heen- en terugwedstrijden. 

## Finales
| Jaar | Winnaar                         | Uitslag                         | Verliezend finalist             |
| ---- | ------------------------------- | ------------------------------- | ------------------------------- |
| 1977 | Astrio Begijnendijk             | 0-0 (pen. 7-6)                  | Fémina de Liège                 |
| 1978 | Astrio Begijnendijk             | 1-1 (pen. 4-3)                  | Sefa Dames Herentals            |
| 1979 | Astrio Begijnendijk             | 3-0                             | FC Lady's Scherpenheuvel        |
| 1980 | Sefa Dames Herentals            | 2-1                             | Herk Sport                      |
| 1981 | KSV Cercle Brugge               | 3-0                             | FC Lady's Scherpenheuvel        |
| 1982 | RWD Herentals                   | 4-0                             | Fémina de Liège                 |
| 1983 | Herk Sport                      | 3-2                             | RWD Herentals                   |
| 1984 | Brussel D71                     | 2-0                             | Astrio Begijnendijk             |
| 1985 | Brussel D71                     | 4-0                             | FC 't Rozeke Ekeren-Donk        |
| 1986 | Fémina de Liège                 | 3-0                             | Eva's Kumtich                   |
| 1987 | Brussel D71                     | 2-1                             | RWD Herentals                   |
| 1988 | Herk Sport                      | 4-0                             | DVC Kuurne                      |
| 1989 | Fémina de Liège                 | 2-0                             | Brussel D71                     |
| 1990 | Fémina de Liège                 | 1-1 (pen. 3-2)                  | Brussel D71                     |
| 1991 | Brussel D71                     | 2-1                             | Fémina de Liège                 |
| 1992 | Herk Sport                      | 2-0                             | Fémina de Liège                 |
| 1993 | KFC Rapide Wezemaal             | 2-1                             | Herk Sport                      |
| 1994 | RSC Anderlecht                  | 3-0                             | Herk Sport                      |
| 1995 | Fémina de Liège                 | 3-1                             | RSC Anderlecht                  |
| 1996 | RSC Anderlecht                  | 4-1                             | Elen Standard                   |
| 1997 | KFC Rapide Wezemaal             | 3-0                             | Sinaai Girls                    |
| 1998 | RSC Anderlecht                  | 4-1                             | KSC Eendracht Aalst             |
| 1999 | RSC Anderlecht                  | 3-1                             | KFC Rapide Wezemaal             |
| 2000 | KSC Eendracht Aalst             | 7-0                             | Eva's Kumtich                   |
| 2001 | KFC Rapide Wezemaal             | 4-1                             | Sinaai Girls                    |
| 2002 | KSC Eendracht Aalst             | 4-1                             | Eva's Kumtich                   |
| 2003 | KFC Rapide Wezemaal             | 8-1                             | VC Eendracht Aalst 2002         |
| 2004 | KFC Rapide Wezemaal             | 1-1 (pen. 3-1)                  | RSC Anderlecht                  |
| 2005 | RSC Anderlecht                  | 3-0                             | DVC Zuid-West-Vlaanderen        |
| 2006 | Fémina de Liège                 | 6-3                             | KFC Rapide Wezemaal             |
| 2007 | KFC Rapide Wezemaal             | 3-0                             | DVC Zuid-West-Vlaanderen        |
| 2008 | KVK Tienen                      | 1-1 (pen. 5-4)                  | RSC Anderlecht                  |
| 2009 | Sinaai Girls                    | 2-0                             | Fémina de Liège                 |
| 2010 | Sinaai Girls                    | 1-1 (pen.4-3)                   | RSC Anderlecht                  |
| 2011 | Sinaai Girls                    | 2-1                             | WD Lierse SK                    |
| 2012 | Fémina de Liège                 | 3-2                             | WD Lierse SK                    |
| 2013 | RSC Anderlecht                  | 3-0                             | Waasland Beveren-Sinaai Girls   |
| 2014 | Standard de Liège               | 5-0                             | Club Brugge                     |
| 2015 | Lierse SK                       | 1-0                             | Club Brugge                     |
| 2016 | Lierse SK                       | 2-1                             | RSC Anderlecht                  |
| 2017 | KAA Gent                        | 3-1                             | RSC Anderlecht                  |
| 2018 | Standard de Liège               | 2-0                             | Genk Ladies                     |
| 2019 | KAA Gent                        | 2-0                             | Standard de Liège               |
| 2020 | RSC Anderlecht                  | Niet gespeeld (Covid)           | Standard de Liège               |
| 2021 | Geen competitie wegens Covid-19 | Geen competitie wegens Covid-19 | Geen competitie wegens Covid-19 |
| 2022 | RSC Anderlecht                  | 3-0                             | Standard de Liège               |
| 2023 | Standard de Liège               | 3-0 (n.v.)                      | Genk Ladies                     |
| 2024 | Club Brugge                     | 1-1 (pen.4-2)                   | OH Leuven                       |
| 2025 | Standard de Liège               | 1-0                             | RSC Anderlecht                  |

### Resultaten per club
| Club                                  | Bekerwinst | Verliezend finalist |
| ------------------------------------- | ---------- | ------------------- |
| RSC Anderlecht / Brussel D71          | 11         | 9                   |
| Standard Luik / Fémina de Liège       | 10         | 7                   |
| Sint-Truidense VV / Rapide Wezemaal   | 6          | 2                   |
| Herk Sport                            | 3          | 3                   |
| Sinaai Girls                          | 3          | 3                   |
| Astrio Begijnendijk / KSK Heist       | 3          | 1                   |
| RW Dames Herentals                    | 2          | 3                   |
| Lierse SK                             | 2          | 2                   |
| Eendracht Aalst                       | 2          | 2                   |
| KAA Gent                              | 2          | 0                   |
| Eva's Kumtich / KVK Tienen            | 1          | 3                   |
| Club Brugge                           | 1          | 2                   |
| Cerkelladies Brugge                   | 1          | 0                   |
| DVC Zuid-West-Vlaanderen / DVC Kuurne | 0          | 3                   |
| Genk Ladies                           | 0          | 2                   |
| FC Lady's Scherpenheuvel              | 0          | 2                   |
| Elen Standard                         | 0          | 1                   |
| FC 't Rozeke Ekeren-Donk              | 0          | 1                   |
| OH Leuven                             | 0          | 1                   |

1976/77 · 1977/78 · 1978/79 · 1979/80 · 1980/81 · 1981/82 · 1982/83 · 1983/84 · 1984/85 · 1985/86 · 1986/87 · 1987/88 · 1988/89 · 1989/90 · 1990/91 · 1991/92 · 1992/93 · 1993/94 · 1994/95 · 1995/96 · 1996/97 · 1997/98 · 1998/99 · 1999/00 · 2000/01 · 2001/02 · 2002/03 · 2003/04 · 2004/05 · 2005/06 · 2006/07 · 2007/08 · 2008/09 · 2009/10 · 2010/11 · 2011/12 · 2012/13 · 2013/14 · 2014/15 · 2015/16 · 2016/17 · 2017/18 · 2018/19 · 2019/20 · 2020/21 · 2021/22 · 2022/23 · 2023/24 · 2024/25